# Microcircolo
Il microcircolo è la circolazione del sangue nei vasi ematici di dimensioni inferiori a 200 micron interposti tra la sezione arteriosa e quella venosa della circolazione. È composto da arteriole, metarteriole, capillari e venule. Oltre a questi vasi sanguigni, il microcircolo comprende anche i capillari linfatici e i dotti di raccolta. Il sangue ossigenato viene trasportato dalle arteriole ai capillari per poi arrivare nelle venule e nelle vene. La principale funzione del microcircolo è il trasporto di ossigeno e sostanze nutritive e la rimozione dell'anidride carbonica dai tessuti. Un'altra funzione è regolare il flusso sanguigno e la perfusione tissutale, influenzando quindi la pressione sanguigna.
È possibile visualizzare il microcircolo sublinguale con tecnica non invasiva per mezzo di un videomicroscopio che utilizza l'OPS (Orthogonal Polarization Spectral).
I capillari meglio indagabili sono quelli della cute periungueale delle mani, e lo strumento di osservazione utilizzato da anni è la videocapillaroscopia, attualmente a fibre ottiche.

## Struttura
La maggior parte dei vasi del microcircolo sono rivestiti da cellule appiattite dell'endotelio e circondati da cellule contrattili chiamate periciti.
Sul lato arterioso del microcircolo sono presenti le arteriole, vasi ben innervati circondati da cellule muscolari lisce e hanno un diametro di 10-100 µm. Le arteriole portano il sangue ai capillari, che non hanno muscolatura e innervazione e hanno un diametro di circa 5-8 µm. Il sangue esce dai capillari per dirigersi nelle venule, che hanno poca muscolatura liscia e hanno 10-200 µm di diametro. Infine il sangue arriva alle vene.

## Funzione
La funzione fondamentale del microcircolo è quella di fornire ai tessuti ossigeno, sostanze nutritizie, ormoni e cellule immunitarie e di rimuovere le sostanze di rifiuto affinché possano essere eliminate dall’organismo.
Le funzioni specifiche delle arteriole sono quelle di condurre il sangue direttamente ai singoli tessuti e di regolare il flusso ematico locale a seconda delle loro necessità funzionali; per assolvere a tali compiti le arteriole sono dotate di una spessa tonaca muscolare e di una sviluppata innervazione, oltre a degli sfinteri capillari. La funzione dei capillari è quella di consentire lo scambio dei metaboliti tra il sangue e il liquido interstiziale che bagna le cellule dei tessuti; a tale scopo i capillari presentano una parete estremamente sottile formata da una singola cellula endoteliale, sostenuta dalla membrana basale e dai periciti. L'endotelio regola il movimento dell'acqua e dei materiali disciolti nel plasma interstiziale tra il sangue e i tessuti e produce molecole che impediscono la coagulazione del sangue. Le cellule pericitiche possono contrarsi e ridurre la dimensione delle arteriole e quindi regolare il flusso sanguigno e la pressione. Le funzioni delle venule consistono nel ricondurre il sangue refluo dai tessuti verso il cuore e di permettere la trasmigrazione dei leucociti nello svolgimento delle loro funzioni immunitarie; la parete delle venule si ispessisce progressivamente: simile ai capillari nelle venule post-capillari, acquisisce gradualmente una componente muscolare che rimane però molto meno sviluppata rispetto alle arteriole.

## Patologia
Possono essere numerose le anomalie morfologiche e funzionali dei capillari. Le malattie che causano danni nel microcircolo (microangiopatie) sono varie, tra le quali il diabete mellito, l'ipertensione arteriosa e i disordini endocrini.
Alterazioni del microcircolo sono state documentate nella sepsi, dove la densità capillare e la reologia sono alterate.
Nei casi di alterazione, spesso a causa dell'aumentata permeabilità vascolare, si formano micro-emorragie che possono condurre alla distruzione del capillare.